# Церква святого Івана Богослова (Витвиця)
Церква святого Івана Богослова у Витвиці — парафія і храм греко-католицької громади Української греко-католицької церкви в селі Витвиця Витвицької громади Калуського району Івано-Франківської области.
Пам'ятка архітектури місцевого значення.

## Історія
Дерев'яна церква була побудована в 1824 році.
19 лютого 2022 року на фасаді церкви було відкрито та освячено пам'ятні таблиці на честь о. Миколи Дерлиці та о. Павла Витвицького.
Кількість парафіян: 1832 — 920, 1844 — 893, 1854 — 968, 1864 — 827, 1874 — 395, 1884 — 1.000, 1894 — 910, 1904 — 1.103, 1914 — 1.269, 1924 — 1.191, 1936 — 1.187.

## Парохи
- о. Антін Васькевич ([1832])[2]
- о. Дмитро Головкевич (1833—1836, адміністратор)[2]
- о. Василь Коритовський (1836—1837)[2]
- о. Теодор Кускак (1837—1839, адміністратор)[2]
- о. Василь Коритовський (1839—1840)[2]
- о. Іван Павликевич (1840—1841)[2]
- о. Йосиф Яворський (1841—1842, адміністратор)[2]
- о. Йосиф Ганкевич (1842—1852)[2]
- о. Спиридон Мартинків (1852—1853, адміністратор)[2]
- о. невідомий (1853—1872+)[2]
- о. Іларій Янович (1872-1875, адміністратор)[2]
- о. Іларій Янович (1875—1885)[2]
- о. Володимир Голинацький (1886—1889)[2]
- о. Микола Курбас (1889—1891, адміністратор)[2]
- о. Теофіл Гомикевич (1891—1896)[2]
- о. Микола Дерлиця (1896—1921)[2]
- о. Йосип Петраш (1921—1928)[2]
- о. Зиновій Павлович (1928—1930, адміністратор)[2]
- о. Володимир Теречук (1930—1932, адміністратор)[2]
- о. Лев Ліщинський (1932—1937, адміністратор)[2]
- о. Василь О. Корінський (1937—1941, адміністратор)[2]
- о. Йосиф Плескевич (1942—[1944], адміністратор)[2]
- о. Володимир Каліта — нині[5].